# Арвада (Вайоминг)
Арвада (англ. Arvada) — статистически обособленная местность, расположенная в округе Шеридан (штат Вайоминг, США) с населением в 33 человека по статистическим данным переписи 2000 года.

## География
По данным Бюро переписи населения США, статистически обособленная местность Арвада имеет общую площадь в 5,44 квадратных километров, водных ресурсов в черте населённого пункта не имеется.
Статистически обособленная местность Арвада расположена на высоте 1119 метров над уровнем моря.

## Демография
По данным переписи населения 2000 года, в Арваде проживало 33 человека, 9 семей, насчитывалось 18 домашних хозяйств и 26 жилых домов. Средняя плотность населения составляла около 5,9 человека на один квадратный километр. Расовый состав Арвады по данным переписи распределился следующим образом: 84,85 % белых, 6,06 % — коренных американцев, 9,09 % — представителей смешанных рас.
Из 18 домашних хозяйств в 27,8 % — воспитывали детей в возрасте до 18 лет, 27,8 % представляли собой совместно проживающие супружеские пары, в 16,7 % семей женщины проживали без мужей, 50,0 % не имели семей. 44,4 % от общего числа семей на момент переписи жили самостоятельно, при этом 22,2 % составили одинокие пожилые люди в возрасте 65 лет и старше. Средний размер домашнего хозяйства составил 1,83 человек, а средний размер семьи — 2,56 человек.
Население статистически обособленной местности по возрастному диапазону по данным переписи 2000 года распределилось следующим образом: 21,2 % — жители младше 18 лет, 6,1 % — между 18 и 24 годами, 24,2 % — от 25 до 44 лет, 27,3 % — от 45 до 64 лет и 21,2 % — в возрасте 65 лет и старше. Средний возраст жителей составил 44 года. На каждые 100 женщин в Арваде приходилось 120,0 мужчин, при этом на каждые сто женщин 18 лет и старше приходилось 136,4 мужчин также старше 18 лет.
Средний доход на одно домашнее хозяйство в статистически обособленной местности составил 11 875 долларов США, а средний доход на одну семью — 46 250 долларов. При этом мужчины имели средний доход в 0 долларов США в год против 0 долларов среднегодового дохода у женщин. Доход на душу населения в статистически обособленной местности составил 13 500 долларов в год. Все семьи Арвады имели доход, превышающий уровень бедности, 11,8 % от всей численности населения находилось на момент переписи населения за чертой бедности, при том все жители младше 18 и старше 65 лет имели совокупный доход, превышающий прожиточный минимум.